# NGC 1043
NGC 1043 (również PGC 10155) – galaktyka spiralna (Sb), znajdująca się w gwiazdozbiorze Wieloryba. Odkrył ją Lewis A. Swift 2 października 1886 roku.